# Rocket 020

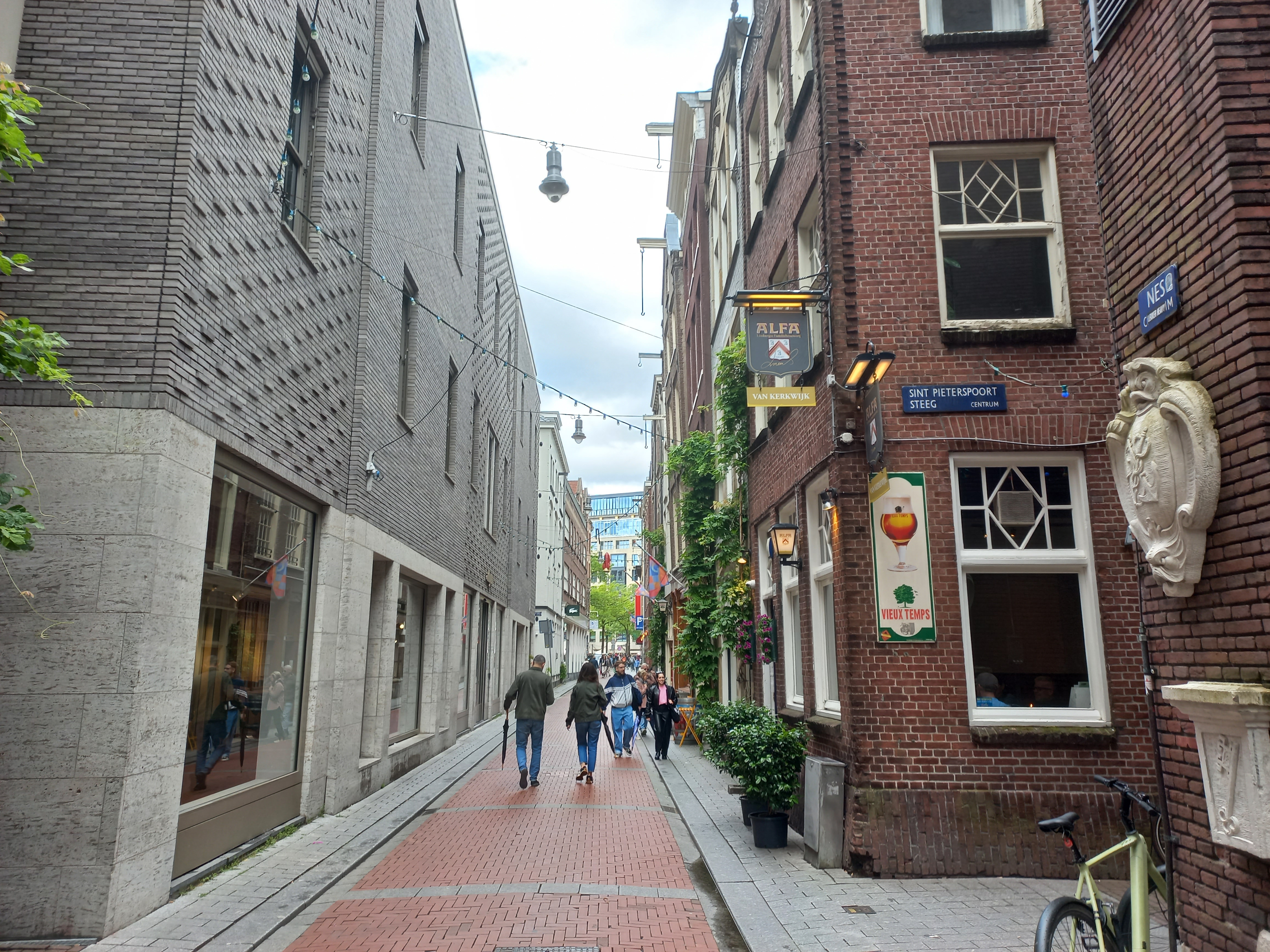
Oude lantaarns (juni 2025)

Rocket 020 is een driedelig artistiek kunstwerk ontworpen door Street Art Frankey. De raketten zijn toegepaste kunst; ze dienen tevens tot straatverlichting.
Al in de jaren tien van de 21e eeuw vroeg de bedrijfsvereniging Biz Nes toestemming voor het plaatsen van een meerdelig werk van deze kunstenaar. Het werd een zaak van lange adem, want het plaatsen van een kunstwerk in de nauwe straat/steeg Nes heeft sowieso invloed op de omgeving. Het plan voor de raketten zeurde een hele tijd door, in 2022 kwam het Stadscuratorium Amsterdam (SCA) nog met een negatief advies. Frankey had hier al enkele kunstwerken (gewild en ongewild) geleverd en een mooie bijdrage vond men het niet. Het SCA had liever een andere kunstenaar gewild met werk dat leidde tot meer inclusiviteit. De vereniging bracht daartegenin dat de opdracht (dus) al veel eerder was gegeven en dat sommige van Frankey’s uitingen alweer verdwenen waren uit het stadsdeel. Zo was het Legobeeld van André Hazes alweer verdwenen en ook Flip Fluitketel (Frankey’s eerbetoon aan André van Duin was verplaatst naar de Amstelsluizen. Uiteindelijk ging het SCA overstag onder de opmerking dat het aanbestedingstraject voortaan anders moest. Niet alleen het SCA was tegen, maar ook de Vereniging Vrienden van de Amsterdamse Binnenstad was tegen; in hun ogen leken het geen raketten als ruimtevaartuig, maar rakketten als wapens.
Frankey haalde inspiratie uit de lantaarns die er toch al hingen, de raketten van Elon Musk en de bouwstijl Amsterdamse School met haar donkerrode kleur en rondingen, zie bijvoorbeeld de vorm van Museum Het Schip. Frankey wilde zelf na het zien van Top Gun en Back to the Future straaljagerpiloot worden, vaak de opstap richting astronaut; hij werd afgekeurd.
Het kunstwerk bestaat uit drie raketvormige lantaarns die bijdragen aan de stadsverlichting. Het kunstwerk werd onthuld op 30 oktober 2024; 30 oktober 1985 was de dag dat de Nederlandse ruimtevaarder Wubbo Ockels begon aan zijn eerste ruimtevlucht. Tegelijkertijd onthulde Joos Ockels (weduwe van Wubbo) een infobord ter nagedachtenis aan haar man. Een jaar (2023) eerder werd van Frankey de Adyen-brug geopend in de nabijgelegen Nieuwe Sint Pieterpoort.